# Kajsa Vickhoff Lie
Pour les articles homonymes, voir Lie.
Kajsa Vickhoff Lie, née le 20 juin 1998, est une skieuse alpine norvégienne. Grand espoir du ski alpin norvégien, elle prend part aux Jeux olympiques de la jeunesse d'hiver de 2016. Elle réalise en 2018 le doublé descente-super G lors des Championnats du monde juniors 2018 à Davos. Elle remporte sa première victoire en Coupe du monde à l'arrivée de la descente de Kvitfjell le 4 mars 2023.

## Biographie
Sa carrière débute en 2014. Elle accède à la Coupe du monde en janvier 2017 à Garmisch-Partenkirchen.
Elle prend part aux Championnats du monde 2019, où elle est notamment septième du combiné.
Elle obtient son premier top dix de Coupe du monde en janvier 2019 à Cortina d'Ampezzo (7e).
Le 28 février 2021, lors du Super G de Val di Fassa, elle chute et se blesse grièvement, souffrant notamment d'une fracture à la jambe gauche.
Kajsa Vickhoff Lie vit une saison blanche (2021-2022) avant de retrouver son meilleur niveau au cours de l'hiver 2022-2023, avec un premier podium le 21 janvier en se classant deuxième de la descente de Cortina d'Ampezzo, une première médaille aux championnats du monde (le bronze à l'arrivée du Super-G des Mondiaux 2023 de Courchevel-Méribel) et le 4 mars devant son public sur l'Olympiabakken de Kvitfjell sa première victoire en descente, et en Coupe du monde.

## Palmarès

### Championnats du monde
| Édition / Épreuve                | Descente | Super G | Salom géant | Slalom | Combiné |
| -------------------------------- | -------- | ------- | ----------- | ------ | ------- |
| Mondiaux 2019 Åre                | 19e      | 13e     | –           | –      | 7e      |
| Mondiaux 2021 Cortina d'Ampezzo  | 16e      | 5e      | –           | –      | Ab.     |
| Mondiaux 2023 Courchevel-Méribel | 15e      | Bronze  | –           | –      | Ab.     |
| Mondiaux 2025 Saalbach           |          | Bronze  |             |        |         |

### Coupe du monde
- Meilleur classement général : 14e en 2024.
- 8 podiums dont 1 victoire

| Saison    | Descente  | Super G | Total |
| 2022-2023 | Kvitfjell |         | 1     |
| Total     | 1         |         | 1     |

#### Classements
| Année/Classement | Général | Général | Descente | Descente | Super G | Super G | Slalom géant | Slalom géant | Slalom | Slalom | Combiné | Combiné |
| Année/Classement | Class.  | Points  | Class.   | Points   | Class.  | Points  | Class.       | Points       | Class. | Points | Class.  | Points  |
| ---------------- | ------- | ------- | -------- | -------- | ------- | ------- | ------------ | ------------ | ------ | ------ | ------- | ------- |
| 2017-2018        | 92e     | 34      | 48e      | 1        | 46e     | 10      | –            | –            | –      | –      | 23e     | 23      |
| 2018-2019        | 48e     | 142     | 40e      | 19       | 15e     | 107     | –            | –            | –      | –      | 15e     | 16      |
| 2019-2020        | 46e     | 128     | 32e      | 44       | 20e     | 84      | –            | –            | –      | –      | –       | –       |
| 2020-2021        | 18e     | 361     | 11e      | 179      | 7e      | 182     | –            | –            | –      | –      | –       | –       |
| 2021-2022        | –       | –       | –        | –        | –       | –       | –            | –            | –      | –      | –       | –       |
| 2022-2023        | 26e     | 356     | 8e       | 246      | 21e     | 106     | –            | –            | –      | –      | –       | –       |
| 2023-2024        | 14e     | 544     | 16e      | 162      | 5e      | 337     | 34e          | 45           | –      | –      | –       | –       |

### Championnats du monde junior
| Édition / Épreuve    | Descente | Super G | Slalom géant | Slalom | Combiné | Par équipes |
| -------------------- | -------- | ------- | ------------ | ------ | ------- | ----------- |
| Mondiaux 2016 Sotchi | Ab.      | –       | Ab.          | Ab.    | Ab.     | –           |
| Mondiaux 2017 Åre    | 12e      | Ab.     | 41e          | –      | Ab.     | –           |
| Mondiaux 2018 Davos  | Or       | Or      | Ab.          | Ab.    | 5e      | Argent      |

### Jeux olympiques de la jeunesse d'hiver
| Édition / Épreuve    | Super G | Slalom géant | Slalom | Combiné |
| -------------------- | ------- | ------------ | ------ | ------- |
| JOJ 2016 Lillehammer | Ab.     | 13e          | 9e     | 5e      |

### Coupe d'Europe
- 1 victoire.

### Championnats de Norvège
- Championne de la descente en 2019.
- Championne du combiné en 2019.